# Lithostege lenata
Lithostege lenata är en fjärilsart som beskrevs av Hugo Theodor Christoph 1889. Lithostege lenata ingår i släktet Lithostege och familjen mätare. Inga underarter finns listade i Catalogue of Life.